# أنطونيو بويرو باييخو
أنطونيو بويرو باييخو (بالإسبانية: Antonio Buero Vallejo) (مواليد 29 سبتمبر 1916 في وادي الحجارة - 29 أبريل 2000) هو كاتب مسرحي، شارك بالعمل في إعادة تنظيم الحزب الشيوعي الإسباني. ويعد في الظلام الحارق أول عمل درامي لباييخو، قام بتأليفه في أسبوع من شهر أغسطس عام 1946 وكان عن العمى. ويشار إلي أنه فيما بين عامي (1947 و1948) كتب باييخو حكاية سلم، والتي اختار لها في البداية عنوان السلم. كما حصل علي العديد من الجوائز، عن مسرحيته حكاية سلم على المركز الأول في مسابقة جائزة لوبى دى بيجا.، فيما جاءت مسرحيته في الظلام الحارق على المركز الثاني وحصل باييخو على جائزة ثيربانتس عام 1986.

## السيرة الذاتية
ولد أنطونيو بويرو باييخو في غوادالاخارا عام 1916. كان والده فرانسيسكو، جندي قادشي يعلم الحساب في أكاديمية الهندسة في غوادالاخارا، كما أن والدته كانت من تاراسينا، غوادالاخارا. أما بالنسبة لإخوته، فهم فرانسيسكو الأخ الأكبر والذي ولد عام 1916 [بحاجة لدقة أكثر]، وكارمن الصغرى والتي ولدت عام 1926.
قضى باييخو طفولته في ألكارييا فيما عدا عاميين (1926 و1933) في لاراشي (العرائش) في المغرب حيث كان يعمل والده. ويشار إلى أنه كان مغرم بالقراءة في ي مكتبة والده الضخمة، كما كان يحب الموسيقى والرسم، فمنذ ان كان في ي الرابعة من عمره كان لا يكل ولا يمل من الرسم. والجدير بالذكر أنه عادةً ما كان يصحبه والده إلى المسرح. وعندما بلغ التاسعة من عمره، كان يقدم عروضا ًفي مسرح العرائس. ومن ناحية، حصل أنطونيو بويرو باييخو على إجازة في التعليم الثانوى في غوادالاخارا ومن هنا بدأ اهتمامه بالموضوعات الفلسفية والعلمية والاجتماعية.وفي عام 1932 نال جائزة أدبية لطلبة التعليم المتوسط والماجيستير عن رواية الرجل الوحيد والتي لم يتم نشرها حتى عام 2011. ومن ناحية آخرى، بدأ في ي كتابة عمله «اعترافات»، ادب السيرة الذاتية، والتي اتلفها بعد ذلك. وفي عام 1934 انتقلت عائلته إلى مدريد حيث التحق بمدرسة القديس فرناندو للفنون الجميلة، متناوباً على الدروس شغوفاً بالمسرح والقراءة. ويقال أنه لم ينضم لأي حزب بل كان متضامناً مع الماركسية.
أراد باييخو ان يتطوع في بداية الحرب الأهلية ولكن والده منعه. ثم تم اعتقال والده واُعدِم رمياً بالرصاص في 7 ديسمبر عام 1936. وفي العام المقبل 1937، تم استدعاء باييخو لأداء الخدمة العسكرية حيث انضم إلى كتيبة المشاة مشاركاً برسومات ومؤلفات في «صوت الصحة» وغيرها من الأنشطة الثقافية، وفي العام نفسه تعرف "بميجيل إيرنانديث" في بني كاسيم. وفي أعقاب الحرب وجد باييخو في وزارة الصحة في بلنسية حيث تم حبسه بضعة أيام. كما أنه قضى شهراً في معسكر الاعتقال في سونخيا (كاستييون)، وفي النهاية أطلق سراحه بشرط أن يمثل أمام السلطات مثولاً منتظماً، الأمر الذي لم يتم تنفيذه.
بدأ باييخو العمل في إعادة تنظيم الحزب الشيوعى والذي انضم إليه أثناء الحرب، وبسبب انتمائه له رحل بعيداً لسنوات. ويشار إلى أنه تم اعتقاله في مايو أو يوليو عام 1939، وحكم عليه بالإعدام مع آخريين من أصدقائه من زملائه نتيجة لانضمامه للثورة، ولكن بعد ثمانية أشهر تم تخفيف عقوبته إلى ثلاثيين عام. خلال تلك الفترة تنقل انطونيو بويرو باييخو بين العديد من السجون، فعلى سبيل المثال، ظل في سجن "الكونت دى تورنيرو " عاماً ونصف وهناك رسم صورة شخصية "لميجيل إيرنانديث"والتي ذاع صيتها ويذكر ان اللوحة الأصلية تم الاحتفاظ بها من قبل ورثة ميجيل. ومن ناحية آخرى، ساعد باييخو في محاولة هرب وكانت هذه التجربة بمثابة مستلهم له حيث استوحي منها كتابة مشاهد في عمله المؤسسة. ومن السجون التي تناقل بينها نجد:" يسرياس" حيث ظل بالكاد شهراً ونصف و"دويسكو "حوالى ثلاث سنوات، وهناك أيضاً سجن" القديسة ريتا" حيث تم حبسه لمدة تزيد عن ثلاث سنوات. كتب باييخو عن الرسم، وقام برسم مئات الصور الشخصية لزملائه مكوناً صداقات جيدة مع البعض منهم، متواصلاً معهم بعد خروجه من المعتقل. في أوائل عام 1946 خرج من سجن "أوكانيا" ولكن اطلاق سراحه كان مشروطاً، على الرغم من نفيه إلى مدريد، وهناك استقر في ي "انكارباتشيل باخو "، وأصبح عضواً في الرابطة الأدبية" أتنيو. وعلاوةً علي ذلك نشر رسومات في مجلات ولكن فيما بعد استمالته أكثر الكتابة الروائية وفي النهاية الدرامية.

## أعماله

### المسرحيات
كتب باييخو اعمالا مثل التاريخ القاسي ومحاكمة آخرى لسالومون وهي أعمال تم إتلافها وتدميرها بعد ذلك ونتيجة لذلك لم يتم الاحتفاظ بها. وفيما يلى عرض للأعمال المسرحية لبايخو طبقاً لترتيب عرضها وهي:
- حكاية سلم1949
- كلمات في الرمال 1949
- في الظلام الحارق 1950
- خياطة الأحلام 1952
- الدليل المنتظر 1952
- تقريباً حكاية جنيات 1953
- الفجر 1953
- إيريني أو الكنز 1954
- اليوم عيد 1955
- الرسائل المنتهية 1957
- حالم من أجل أمة 1958
- الوصيفات 1960
- حفل القديس أوفيديو 1962
- مغامرة فما هو مظلم 1963
- المنور 1967
- التاريخ الثنائي لدكتور فالمى 1968
- حلم العقل 1970
- وصول الآلهة 1971
- المؤسسة 1974
- الانفجار 1977
- قضاة في المساء 1979
- كايمان 1981
- محادثة سرية 1984
- لاثاروا في المتاهة 1986
- موسيقى قريبة 1989
- فخاخ العشوائية 1994
- مهمة لقرية مهجورة 1999

#### في الظلام الحارق
يعد في الظلام الحارق أول عمل درامي لباييخو، لقد قام بتأليفه في أسبوع من شهر أغسطس عام 1946 وكان عن العمى.

#### حكاية سلم
ويشار إلي أنه فيما بين عامي (1947 و1948) كتب باييخو حكاية سلم، والتي اختار لها في ي البداية عنوان السلم. كما حصل علي العديد من الجوائز، فقد ترشح لجائزة لوبى دى بيجا والتي نالها عن عمله ''حكاية سلم''، لقد حاز عرضها في أكتوبر عام 1949 على نجاح عظيم، مما جعل للكاتب مكانة على مستوى النقد والعامة كما حصل في العام نفسه على جائزة جماعة أصدقاء كينتيروا عن مسرحية مكونة من فصل واحد وهي كلمات في الرمل. تم نشر وتقديم هذه المسرحية بشكل دائم في مدريد، أما بالنسبة لحكاية سلم'' فقد عرضت في السنيما بفضل «إجناثيو أكينو».

## عرض المسرحيات
وفي الخمسينيات عرضت أعماله التالية: خياطة الأحلام، الدليل المنتظر، تقريباً قصة جنيات، الفجر، إيريني أو الكنز، اليوم عيد. ويعد أول عمل درامي تاريخى ي لباييخو هو حالم من أجل أمة. فيما بعد، بدأ عرض أعماله في الخارج مثل: حكاية سلم في المكسيك في مارس عام 1950، وفي الظلام الحارق في سانتا باربارا في كاليفورنيا في ديسمبر عام 1952 .في عام 1954 ، منع عرض مغامرة فيما هو مظلم، وفي العام المقبل ظهر مقاله الساخر السيد أموبونو في الجريدة اليومية أنفورماسيون، وكان معارضاً للرقابة. وأيضاً منع تقديم وعرض مسرحية «جسر كارلوس جوروستيثا» والني نفذها بويرو بنفسه.ويشارالى أن باييخو قام بتأليف مسرحية انسجام غريب والتي لم يتم عرضها وكذلك لم ينشرها حتي نشر عمله عمل كامل. من ناحية آخرى ظهر في العدد الأول من مجلة «الفصل الأول» مقال بعنوان «مسرح بويرو باييخو بعين بويرو باييخو»، كما نشر مقاله عن «التراجيديا». في عام 1959، تزوج من الممثلة «فيكتوريا ردوريجيث»، وأنجبوا ولدين، كارلوس ولد عام 1960، وفي العام التالي، إنريكي عام 1961.
أما في ي الستينيات، فعلى الرغم من الرقابة نجح باييخو في عرض جزء من أعماله المسرحية مثل:«حفل سان اوبيديو»، و«مغامرة فيما هو مظلم»، و«المنور»، وأيضاً أعماله المترجمة مثل كهامليت ل"لشكسبير، و«أم شجاعة وأبناؤها» لبيرتوليت برشت. والجدير بالذكر أن «خوسيه كامايو رياباس» هو مخرج مسرحية «الوصيفات» والتي نجحت بشكل كبير خاصةً بعد نجاح عرض «حكاية سلم». ومن ناحية آخرى، كان باييخو على جدال مع الفونسو ساسترى فيما يخص مسرح الاحتمالية ومسرح الاستحالة، وذلك يظهر بوضوح في ثنايا صفحات مجلة «الفصل الأول». كما نشر في العام نفسه مقال مبكر عن ميجيل إيرنانديث بعنوان «قصيدة وذكرى».وفي ي عام 1963، اقترح انضمامه للمجلس الأعلى للمسرح ولكن بويرو رفض.
بعث مئة مثقف بقيادة «خوسيه بيرجاميين» برقية موجهة لوزير الإعلام والسياحة مطالبيين فيها بتبريرات وشرح حول أداءالشرطة تجاه بعض المناجم في اشتوريا، مما تسبب في نفور الناشريين والشركات.لذلك نجد أنه في عام 1964منعت الرقابة عرض مسرحية «التاريخ الثنائى للدكتور بالمى» فقد كانت بمثابة نقد للتعذيب ورفض له. خلال تلك الفترة لم تعد تعرض أعمال باييخو مرة آخري حتي عام 1967 ، وهو العام الذي قدم فيه مسرح «الفنون الجميلة» تحت إشراف خوسيه تامايو، المخرج، مسرحية «المنور» وهي أول عمل مسرحي يتم عرضه خلال فترة حكم فرانكو. تظهر في هذه المسرحية إشارة واضحة ومباشرة للحرب الأهلية، ولقد حازت علي نجاح عظيم.وفي الوقت نفسه، أُعِيد عرض ولأول مرة «حكاية سلم» (والتي ستعود لخشبة المسرح في جمعية مركز الدراما الوطنية عام 2003).
أصبح باييخو عضواً بارزاً في الأكاديمية الملكية الإسبانية في ي عام 1971 ، شاغلاً المقعد العاشر. كما حاز على جائزة ثيربانتس عام 1986 ، وأيضاً نال الجائزة القومية للأداب الأسبانية عام 1996. في 29 أبريل عام 2000 . توفي انطونيو بويرو باييخو في مستشفي «رامون وكاخال» في مدريد اِثر ذبحة صدرية عن عمر يناهز 83عاماً.

## أنواع المسرح
تعد مأساة الفرد هي ي الموضوع المشترك الذي يربط نتاج بايخو ويتم تحليله من وجهة النظر الاجتماعية والأخلاقية، يعرض بايخو في أول عمل له «في الظلام الحارق» المشكلات الأسياسية التي تعيق الإنسان، مكملاً ذلك في أعمال مقبلة. ويصنف النقد أعماله في مسرح رمزي ومسرح نقداجتماعي ودراما تاريخية.

En-la-ardiente-oscuridad-antonio-buero-vallejo-paperback-cover-art.jpeg

### المسرح الرمزي
يمثل العمل في الظلام الحارق المواجهة العنيفة مع واقع لا يمكن تجنبه ولا نكرانه، حيث يستخدم بويرو فقدان البصر لكي يرمز للحدود البشرية، وبذلك فهو رمز للنقص وغياب الحرية من أجل فهم غموض ذاتنا وادراك سر قدرنا في الكون، فالإنسان ليس حراً لأنه لا يستطيع معرفة واكتشاف سر ما يحيط به.
من جهة آخري، يسود موضوع الغموض في أعمال آخري وهي أيضاً تابعة للمسرح الرمزي، مثل: خياطة الأحلام، والتي تعد إعادة عرض لأسطورة أوليسيس وبينيلوبي، وأيضاً إيريني أو الكنز، وتعتبر تحليل لانقسام المجتمع.

Historia-de-una-escalera-antonio-buero-vallejo-paperback-cover-art.jpeg

### النقد الاجتماعي
تحلل هذه الأعمال المجتمع الإسباني بما فيه من ظلم وكذب وعنف، وتنتمي إلي هذه المجموعة الأعمال الآتية:حكاية سلم، رسائل موجهة للأسفل،المنور. في عام 1949 لقد حازت حكاية سلم على جائزة لوبي دي بيجا ومن المحتمل ان تكون إحدى الأعمال الأكثر أهمية في المسرح في تلك الفترة بسبب طابعها الحزين، كما أنها تندد بالأحوال الاجتماعية في الواقع المعيشي.وأيضاً يثير هذا العمل جدالاً كبيرا ًبسبب واقعيته ومضمونه الإجتماعى حيث يعرض بايخو عجز بعض الأفراد عن تحسين أحوالهم المادية بسبب الحالة الاجتماعية وانعدام الإرادة. ومن جهة أخرى يعتبر المنور عملا ًمشوقاً بشكلٍ خاص، حيث يبدأ بطريقة مبتذلة ظاهرياً، تقريبا ًككل أعمال بويرو بايخو، حيث يسرد قصة عائلة ولكن فيما بعد يصب في قصة. هذه القصة سواء فيما يختص بالمحتوى أو بالشكل تشكل هجوماً من الدرجة الأولى نحوخط حكم فرانكو ونحو رغبته في التأثير على رؤيتنا نحو التاريخ القديم من ناحية والمستقبل من ناحية أخرى (دائما يتم ذلك بذكاءشديد وهوما يلزم من اجل التحايل على الرقابة).تبدو حبكة هذا العمل ظاهرياً بسيطة وقرائتها سهلة، ولكن على الرغم من ذلك عندما يبدأ أحد بالتوغل فيها يجد خمسة أو ستة مستويات من الرسائل جميعها فعالة وتؤثربشكل كبير على القارئ. كل هذه الرسائل كتبت أواخر فترة حكم فرانكو، وفي هذه الفترة يتم استيعابها وفهمها بدون الحاجة إلي قول أو تفسير شئ. الآن لفهم وادراك هذه الرسائل لابد ان تكون غالباً مسندة من خلال محللين وأدبيين.

### الدراما التاريخية
في هذه الأعمال الدرامية يستعمل بايخو الأحداث التارخية كأساس أو مرآة وكمصدر للمعاني التحدة تجاه الحاضر، وبالمثل كنوع من النماذج في ي مجال علم الاجتماع الذي يخدم الكلمة المسرحية وليس العكس (فرانسيسكو رويث رامون)، ويذكر ان الطريقة نفسها استخدمت من قبل«فرانسيسكو أيالا».وتنتمي لهذه المجموعة حالم من أجل أمة، والوصيفات، وحفل القديس اوفيديو، وحلم العقل. وبالنسبة لمسرحية «حالم من أجل أمة»، يقص بايخو فشل رجل مثابر على تحسين حياة شعب، حيث نجد البطل «اسكيلاتشى» واجه النظام بأكمله لذلك السياسة التي تطلع لفرضها لم تعتمد على الدعم الشعبي ولكن في الواقع الاعتراض على سياسته لم يصدر من نفس الشعب بل من سلطة ثالثة التي قضت على اصلاحات الحياة، وفي النهاية ضحى بنفسه متنازلاً عن منصبه وتم نفيه.
اما فيما يخص مسرحية «حفل القديس اوفيديو» فهي اسطورة مكونة من ثلاثة فصول تم عرضها عام 1962، بدايتا ًمن صورة تمثل مشهد la orquestina de ciegos del Hospicio de los Quince veintes تم انجازها في سبتمبر عام 1771، ثم قام بويرو بإعادة تأليف دراما يبرز فيها ما هو قبيح بطريقة فكاهية والظلم وانعدام الأخلاق.والموضوعات هم استغلال الإنسان للإنسان وجهاد الإنسان من أجل الحرية. في مدريد عام 1823 عرضت مسرحية «حلم العقل» وذلك أثناء موجة الرعب المثارة من قبل فرناندو السابع في مقاومته ضدالليبراليين، بطل هذا العمل هو«فرانسيسكو دى جويا» ومن خلال هذه الشخصية، من جديد عاهة جسدية، بويرو يرمز لعدم قدرة البعض على إداك الواقع.وفيما بين عنوانيه الآخيرة تظهر: كايمان 1981 ومحادثة سرية 1984 ولاثارو في المتاهة 1986.

## الشخصيات الدرامية
من الممكن القول بإن شخصيات بويرو بايخو اعتادت على أن تتماشى مع الخصائص التالية:
- حيث يمثلون عاهة جسدية أو مرض نفسي.
- لا يقتصرون على معالجة المشكلات البسيطة أو ينحصرون في رموز، ولكن يذهبون إلى ما هو أبعد.
- هم شخصيات معقدة تخضع لعملية تحول علي مدار العمل.
- يميزهم النقد فيما بين شخصيات فعالة وشخصيات متأملة، غير فعالة، يخلو النوع الأول من الشكوك ويكون سلوكهم بدافع الغرور أو بسبب غرائزهم الدنيئة لدرجة انهم يشكوا في كونهم قساه ويتميزون بالعنف ما دام خلال ذلك يحققون أهدافهم. هذه الشخصيات ليست سيءة فالفروق الموجودة بين الأخيار والأشرار لا تظهر في مسرح بويرو. اما بالنسبة للشخصيات المتأملة الغير فعالة فهم يشعرون بالذعر فالعالم الذي يعيشون فيه ضئيل للغاية وهم أيضا يتحركون في كون مغلق ناحية الأمل، وعلى الرغم من وعيهم بحدودهم، يتطلعون لما هو محال وهم بدون شك عرضة للفشل، كما أنهم لا يظهروا ابداً مجسدين أحلامهم.

## التسلسل الزمنى لبويرو بايخو
1916: ولد 29 سبتمبر في غوادالاخارا.
1926-1933: التحق بالمدرسة الثانوية الموجودة في مسقط رأسه، كان شغوفاً بالرسم، وقرأ أيضاً مستعيناً بمكتية والده الكثير من النصوص الدرامية، وكثيراً ما كان يحضر معه المسرح.
1934-1936: دراسات في مدرسة القديس فرناندو للفنون الجميلة في مدريد.
1937-1939: عندما تم استدعائه أثناء الحرب الأهلية لخدمة الجمهورية في أماكن مختلفة، كتب ورسم وكتب في جريدة الأمام (Frente)، وشارك في الكثير من الأنشطة الثقافية، وتعرف في إحدى مستشفيات بينيكاسيم (Benicásim)على ميجيل إيرنانديث، وبانتهاء الحرب وجد بايخو في بالنسيا، حيث تم حبسه في معتقل في سونيخا (Soneja)، كما تم ايقافه، ذات مرة في مدريد، محكومأعليه بالإعدام في «محاكمة مستعجلة» بسبب انضمامه للتمرد.
1939-1946: الحبس في سجون مختلفة.
1946-1948: بعد تخفيفات حكمه المتوالية، حُكِمَ عليه بإطلاق السراح المشروط بالإضافة إلى نفيه لمدريد.ومن هنا ترك الرسم وبدأ في كتابة المسرح، اثنان من أعماله:«في الظلام الحارق» و«حكاية سلم» حازا على جائزة لوبى دى بيجا من قبل مجلس المدينة في مدريد.
1949: عرضت «مسرحية حكاية سلم» في المسرح الإسبانى في مدريد، وحصلت على نجاح ونقد كبيريين.مسرحية«كلمات في الرمال»، جائزة جماعة أصدقاء كينتيروا.
1950: عرض «في الظلام الحارق»، نسخة سينيمائية لمسرحية «حكاية سلم»
1952: عرض مسرحية «خياطة الأحلام» ومسرحية«الدليل المنتظر»، كام عرضت في الخارج مسرحية «في الظلام الحارق».
1953: عرض مسرحيتى «تقريباً حكاية جنيات» و«الفجر».
1954: منع تقديم بعض الأعمال، وعرض «ايرينى».
1956: عرض «اليوم عيد» التي نالت الجائزة الوطنية للمسرح، وجائزة ماريا روياند.
1957: عرض«الرسائل المنتهية» الحائزة على الجائزة الوطنية للمسرح.
1958: عرض «حالم من أجل أمة».الجائزة الوطنية للمسرح، وجائزة ماريا روياند.
1959: تزوج من فيكتوريا رودريجيث.
1960: ولد ابنه كارلوس، وعرضت مسرحية «الوصيفات» أكبر نجاح على المستوى الجماهيرى حتى ذلك الحين.
1961: ولد ابنه انريكى.
1962: عرض مسرحية«حفل القديس اوفيديو».
1963: وقع مع مائة مثقفيين آخريين خطاب، معترضيين فيه على المعاملة التي يتلاقاها عمال المناجمالاشتوريين من قبل الشرطة.
1966: مؤتمرات في جامعات الولايات المتحدة الأمريكية.
1967: عرض«المنور»، جوائز مختلفة عن أعماله.
1968: عرض«التاريخ الثنائي لدكتور فالمى».
1969: عضو (ضيف)شرف في الرابطة الأمريكية لأساتذة اللغة الإسبانية والبرتغالية.
1670: عرض «حلم العقل».
1971: تم اختياره كعضو في الأكاديمية الملكية الإسبانية لكى يشغل الكرسى العاشر.عضو في المجتمع الإسبانو أمريكي.
1974: عرض «المؤسسة»، الكثير من الجوائز بسبب عمله الهائل.
1976: ميدالية مجلة«جاسيتا المستنيرة»(Gaceta Ilustrada)الذهبية.
1977: شارك في كاراكاس في الدورة العالمية الخامسة للأمم في المسرح.
1978: حفل رائع في نيويورك كتكريم من جمعية اللغات الحديثة.
1979: عرض «قضاة في المساء»، وضيف شرف في مؤتمر الجمعية الألمانية للأسبان عن عمله.
1980: ميدالية فضية من هيئة الفنون الجميلة في مدريد، والجائزة الوطنية للمسرح.
1981: جوائز مختلفة عن نتاجه الأدبى وكما سافر إلى الاتحاد السوفيتى لحضور مؤتمر اتحاد الكتاب.
1983: كاتب في أكاديمية النخيل الفرنسية.
1984: ميدالية فاييى انكلان (Valle-Inclán) من جمعية الكتاب والفنانيين، وميدالية ذهبية من هيئة الفنون الجميلة (ABC de Oro).
1985: ابتكر جائزة مسرح بويرو بايخو.
1986: إقامة ندوة عالمية في المسرح الإسبانى في مدريدعن عمله «حفل القديس اوفيديو»، ومعرض، Monográfico de Cuadernos El Público. جائزة ثيربانتس من بين آخرين، ولأول مرة ينالها كاتب مسرحي.
1988: ميدالية كاستيا لا مانتشا الذهبية، عضو في جمعية الكتاب والفنانيين.
1989: حضر مؤتمر الأدب الأسبانى المخصص لعمله.
1991: تكريم مجلس بلدية مدينة غوادالاخار للثقافة، ورئيس فخرى لجمعية كتاب المسرح.
1993: ميدالية ذهبية للاستحقاق في الفنون الجميلة.تكريم في المعرض الأول للمسرح الإسبانى لكتاب اليكانتى (Alicante)المعاصريين.
1996: أيام من «المسرح والفلسفة» في جامعة كومبلوتنسى (Universidad Cumplutense)حول مسرح بويرو.الجائزة الوطنية للأداب الإسبانية، ولأول مرة تمنح لكاتب مسرحى.
1997: ميداليات وأوسمة شرف مختلفة.
1998: انهى مسرحية «مهمة لقرية مهجورة» والتي تعد آخر عمل له حتى وقتنا هذا.
1999: جائزة شرف في الحمد الأقصى للفنون المسرحية (: Premio de Honor en los Max de las Artes Escénicas)، وعرض مسرحية «مهمة لقرية مهجورة».

## اقرا أيضا
- سارة كان
- فرناندو أرابال
- خوان بيورو
- فرناندو دى روخاس
- مارثيلا سيرانو
- خوسيه مارمول
- إنريكي خاردييل بونثلا
- خوان ليون ميرا
- خوان كارلوس أونيتي
- سيرخيو بيتول

## وصلات خارجية
- أنطونيو بويرو باييخو على موقع IMDb (الإنجليزية)
- أنطونيو بويرو باييخو على موقع الموسوعة البريطانية (الإنجليزية)
- أنطونيو بويرو باييخو على موقع مونزينجر (الألمانية)
- أنطونيو بويرو باييخو على موقع قاعدة بيانات الفيلم (الإنجليزية)